# Франкс Филд (Висконсин)
Франкс Филд (енгл. Franks Field) насељено је место без административног статуса у америчкој савезној држави Висконсин.

## Демографија
По попису из 2010. године број становника је 154.
| Група             | 2000.    | 2010.      |
| Белци             | 0 (0,0%) | 16 (10,4%) |
| Афроамериканци    | 0 (0,0%) | 1 (0,6%)   |
| Азијати           | 0 (0,0%) | 0 (0,0%)   |
| Хиспаноамериканци | 0 (0,0%) | 7 (4,5%)   |
| Укупно            | 0        | 154        |